# 奥野晴明堂
株式会社奥野晴明堂（おくのせいめいどう）は1726年（享保元年）に創業、大阪府堺市堺区に本社を置く線香の製造企業である。

## 会社概要
1726年に「沈香屋久次朗 」として創業、明治初期に「奥野晴明堂」と改名する。現在は九代目久次朗が代表を勤める。
沈香や白檀を用いた伝統的な線香に加えて、煙の少ない微煙香や日本酒、松茸の香りなど現代的な香りの製品開発を推進している。
伝統工芸としての堺線香を次世代に継承するため、学校等の課程での実習など、様々な文化活動も行う。伝統的工芸品産業振興協会より平成24年度伝統的工芸品産業大賞を受賞した。

## 主要ブランド
- 薫翠（くんすい）
  - 極品 薫翠
  - 吟撰 薫翠
  - 名香 薫翠
- 利休香
  - 白檀 利休香
  - 茶香 利休茶
  - 利休椿
- ZERO香料
- 微煙カーネーション
- 花みずき
- 想い出 旅記香
  - 湯布院 大和撫子の香り
  - 箱根 芝さくらの香り
  - 奥飛騨 すずらんの香り